# 염리동
염리동(鹽里洞)은 서울특별시 마포구의 행정동 및 법정동이다.

## 유래
염리동은 옛날 서울에 소금을 공급하던 곳으로 삼개나루(마포나루)를 통해 소금배가 드나들고 소금전이 섰으며 소금장수들이 많이 살았다. 염리동을 이룬 마을로는 느티나무배기 쌍룡대·개바위·마루보시사택·고추밭머리 등이 있다. 느티나무배기는 65~67번지 일대인데 느티나무가 언덕 위에 있다고 해서 붙여진 명칭이다. 느티나무는 한국에서 많이 자라는 나무로 마을 수호신이나 동네입구의 정자나무로 많이 이용되고 있다.

## 법정동
- 염리동

## 교통
- 서울 지하철 2호선
  - 이대역
- 서울 지하철 5호선
  - 공덕역
- 서울 지하철 6호선
  - 대흥역

## 아파트
| 단지명                     | 건설사              | 시행사                           | 주소                   | 입주        | 비고             |
| -------------------------- | ------------------- | -------------------------------- | ---------------------- | ----------- | ---------------- |
| 염리 삼성래미안            | 삼성물산㈜ 건설부문 | 염리동 재개발조합                | 마포구 숭문길 58       | 2001년 3월  | 염리1구역 재개발 |
| 마포자이 더 센트리지       | ㈜지에스건설        | 염리2구역 주택재개발정비사업조합 | 마포구 숭문길 98       | 2022년 6월  | 염리2구역 재개발 |
| 마포 프레스티지 자이 1단지 | ㈜지에스건설        | 염리3구역 주택재개발정비사업조합 | 마포구 대흥로24길 24   | 2021년 12월 | 염리3구역 재개발 |
| 마포 프레스티지 자이 2단지 | ㈜지에스건설        | 염리3구역 주택재개발정비사업조합 | 마포구 숭문16다길 10-5 | 2021년 12월 | 염리3구역 재개발 |